# Palau del Marquès d'Alella
El Palau del Marquès d'Alella, també conegut com a Palauet Muñoz Ramonet o Can Fabra, és una finca situada als carrers de Muntaner, Avenir i Marià Cubí, al barri de Sant Gervasi-Galvany de Barcelona. Actualment, els jardins són oberts al públic.

## Història i descripció

### El Marquès d'Alella
El 1917, Ferran Fabra i Puig, segon marquès d'Alella, enginyer industrial, empresari i alcalde de Barcelona entre el maig del 1922 i setembre del 1923, va encarregar a l'arquitecte Enric Sagnier i Villavecchia la casa principal, un edifici noucentista catalogat com a bé amb elements d'interès (categoria C). Edificat a quatre vents, té planta rectangular, amb quatre pisos i dues torres, així com una loggia d'arcs de mig punt a l'entrada, d'inspiració renaixentista. La façana principal destaca per la seva decoració de volutes i mènsules de pedra tallada, mentre que els coronaments de les torres són d'inspiració plateresca.
Sagnier també va projectar la torre que dona al carrer de l'Avenir, que va ser habitada per la germana del marquès, Inès Fabra i Puig. D'inspiració més clàssica, recorda els hôtels particuliers de la burgesia francesa, i també està catalogada com a bé amb elements d'interès (categoria C).
El 1933, Fabra va fer construir un edifici d'habitatges a la cantonada dels carrers de Muntaner i l'Avenir, amb la qual cosa es van perdre 526 m² de jardí.

### Julio Muñoz Ramonet i el seu llegat
El 1945, Julio Muñoz Ramonet, propietari de diverses empreses tèxtils com la Unión Industrial Algodonera i dels magatzems El Siglo i El Águila, juntament amb el seu germà Álvaro, va adquirir la finca a la filla de Ferran Fabra i Puig i va viure al palauet amb la seva esposa i les quatre filles, convertint-lo en símbol de poder i d'ostentació. Perseguit per la justícia, el 1986 va fugir a Suïssa, on moriria el 1991. En el seu testament del 1988, va llegar a la ciutat de Barcelona la totalitat de la finca, incloent-hi l'edifici principal, la col·lecció d'art que contenia (formada per mobles, joies i pintures de Goya, El Greco, Fortuny, Sorolla o Delacroix, entre d'altres), i l'immoble annex del carrer de l'Avenir, on vivia la seva mare, Florinda Ramonet. L'Ajuntament de Barcelona no en tingué coneixement fins al 1994, i aleshores es va constituir la Fundació Julio Muñoz Ramonet.
Tanmateix, les seves filles, les germanes Carmen, Isabel, Elena i Alejandra Muñoz Villalonga, no acceptaren la decisió i començaren una batalla judicial, al·legant que el testament havia estat escrit en alemany, una llengua que desconeixia el seu pare. L'any 2007, el Jutjat de primera instància i instrucció de Barcelona va ordenar a les quatre germanes la restitució dels béns llegats pel seu pare, sentència que fou ratificada el 2012 pel Tribunal Suprem. Finalment, la Fundació va poder recuperar la finca el juliol del 2013, però moltes de les obres d'art inventariades no es van trobar i se sospita que van ser espoliades l'hivern del 1991, quan un mínim de dos tràilers sortiren carregats del palauet. El juliol del 2022, la justícia va ratificar-ne la propietat de L'Aparició de la Mare de Déu del Pilar de Goya i L'Anunciació d'El Greco, dipositades al MNAC des del 2017.

## Galeria

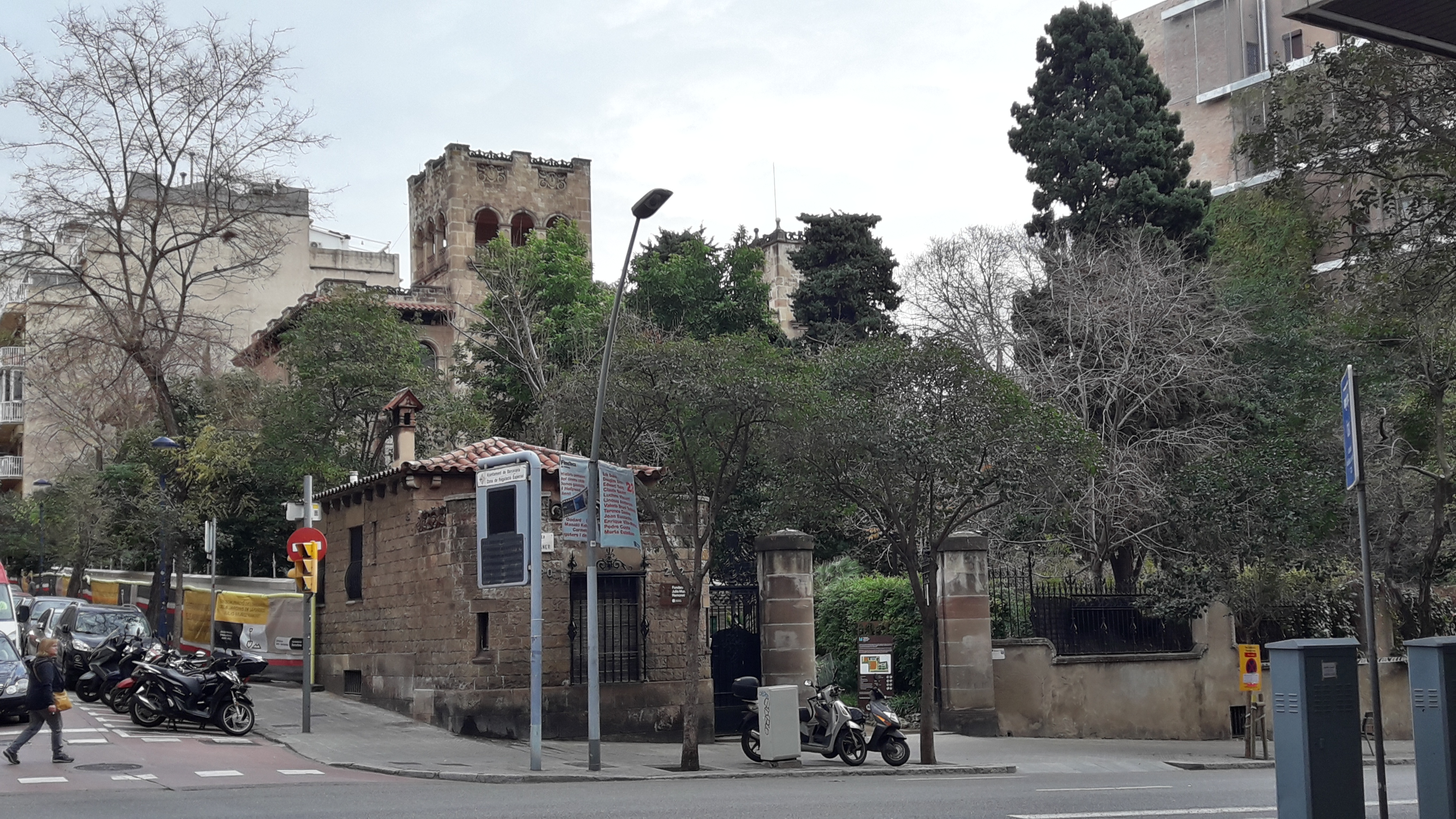
Vista des del carrer de Muntaner
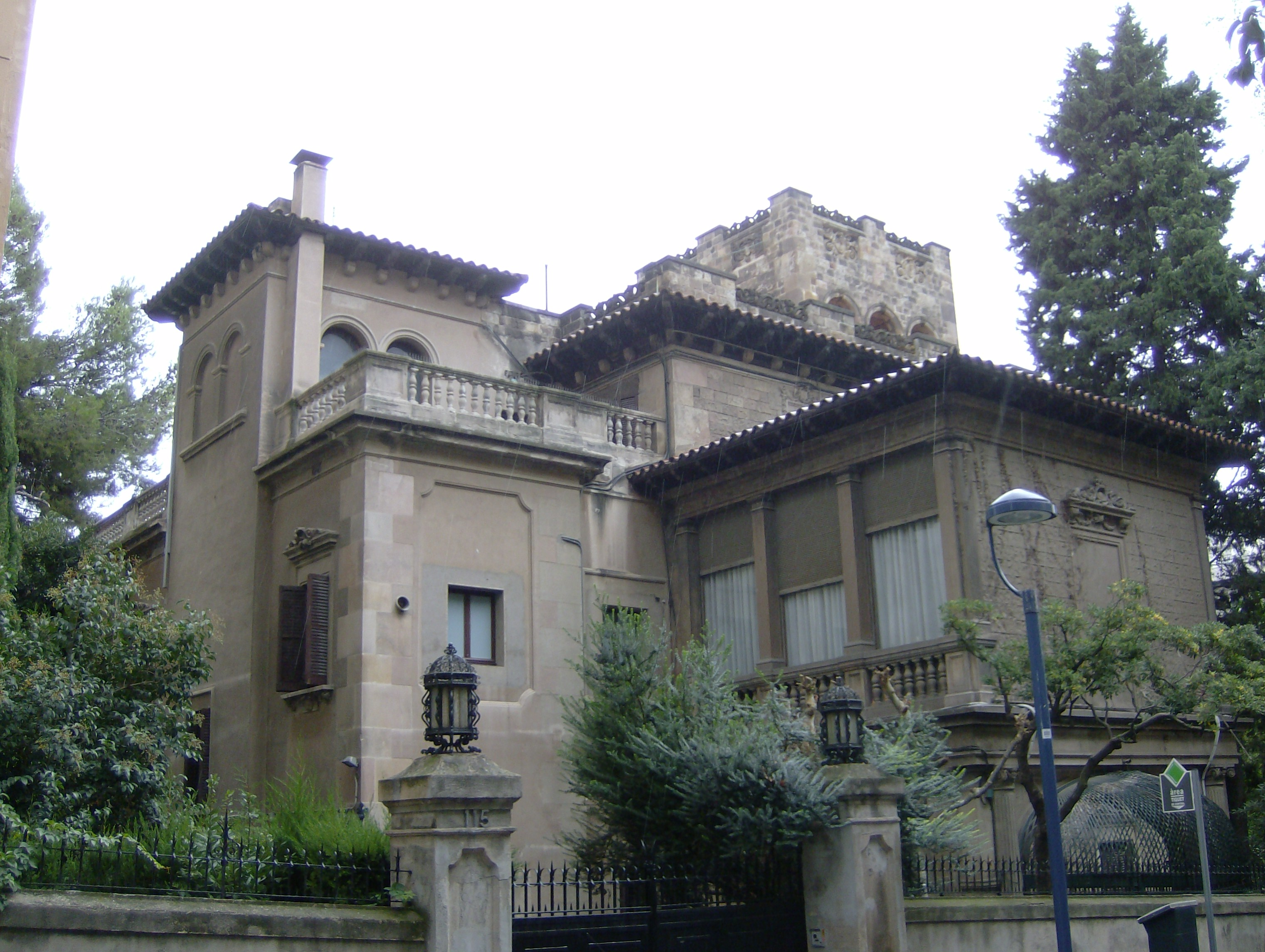
Vista des del carrer de Marià Cubí
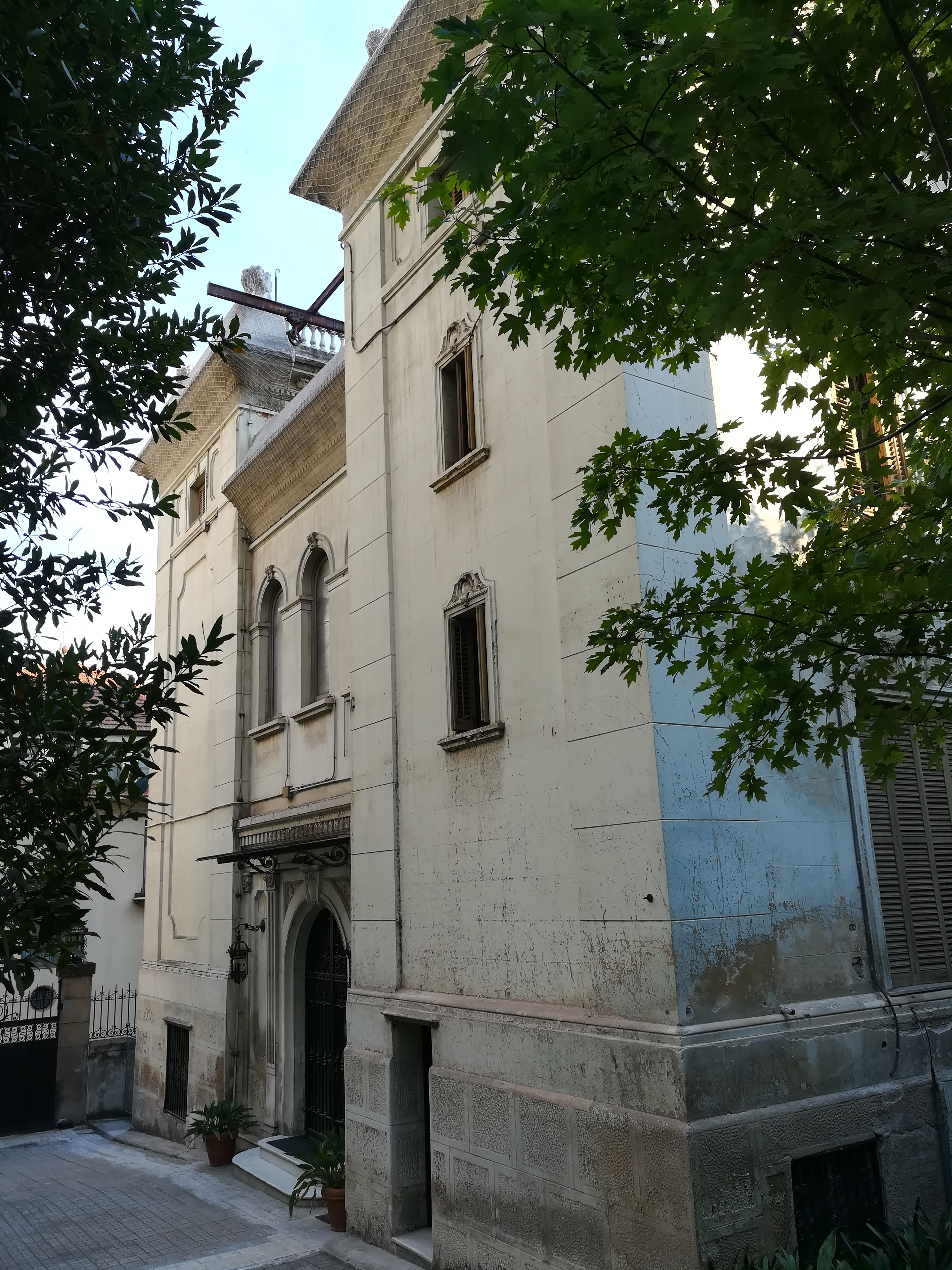
Torre Inès Fabra
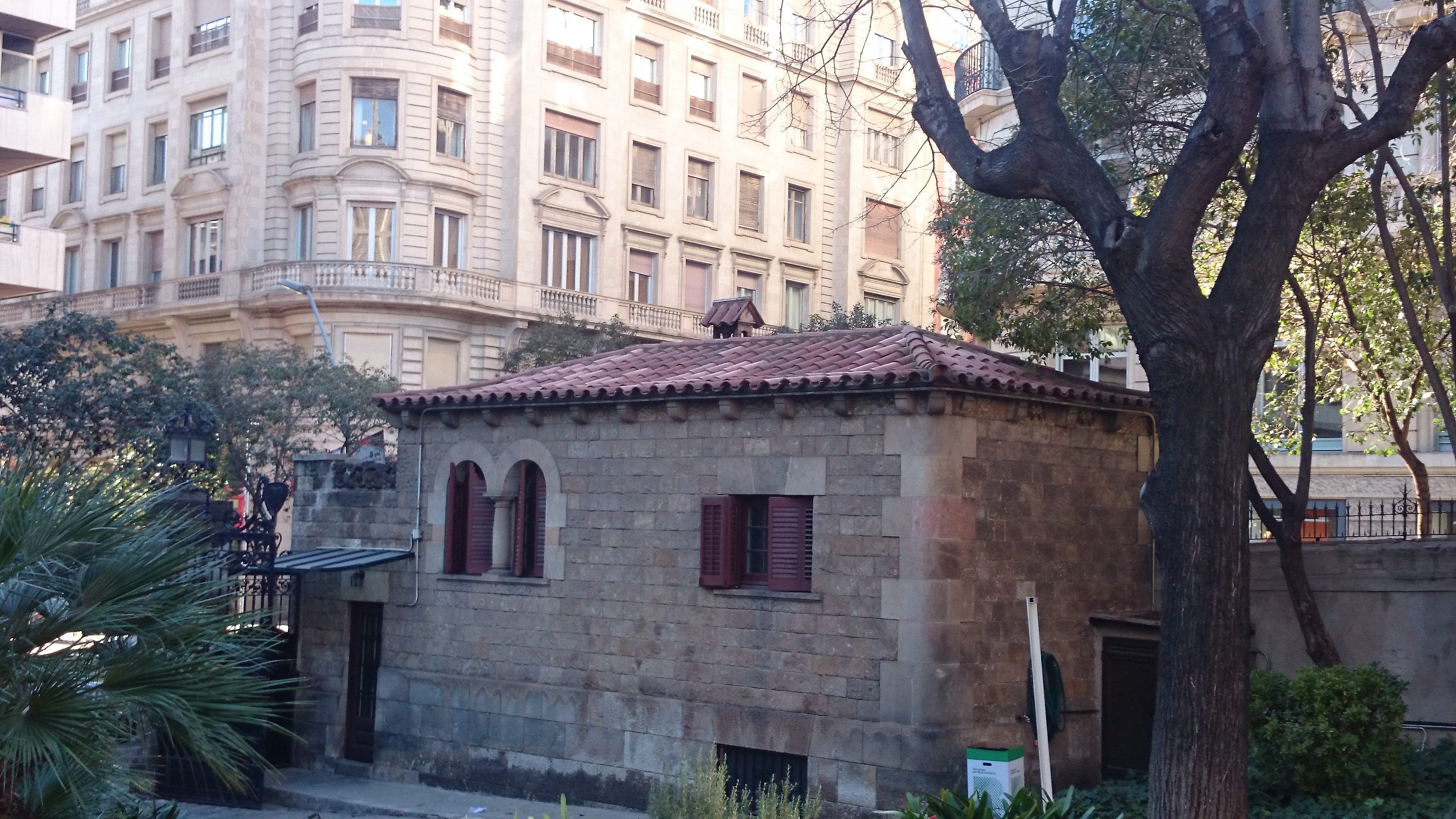
Casa dels masovers

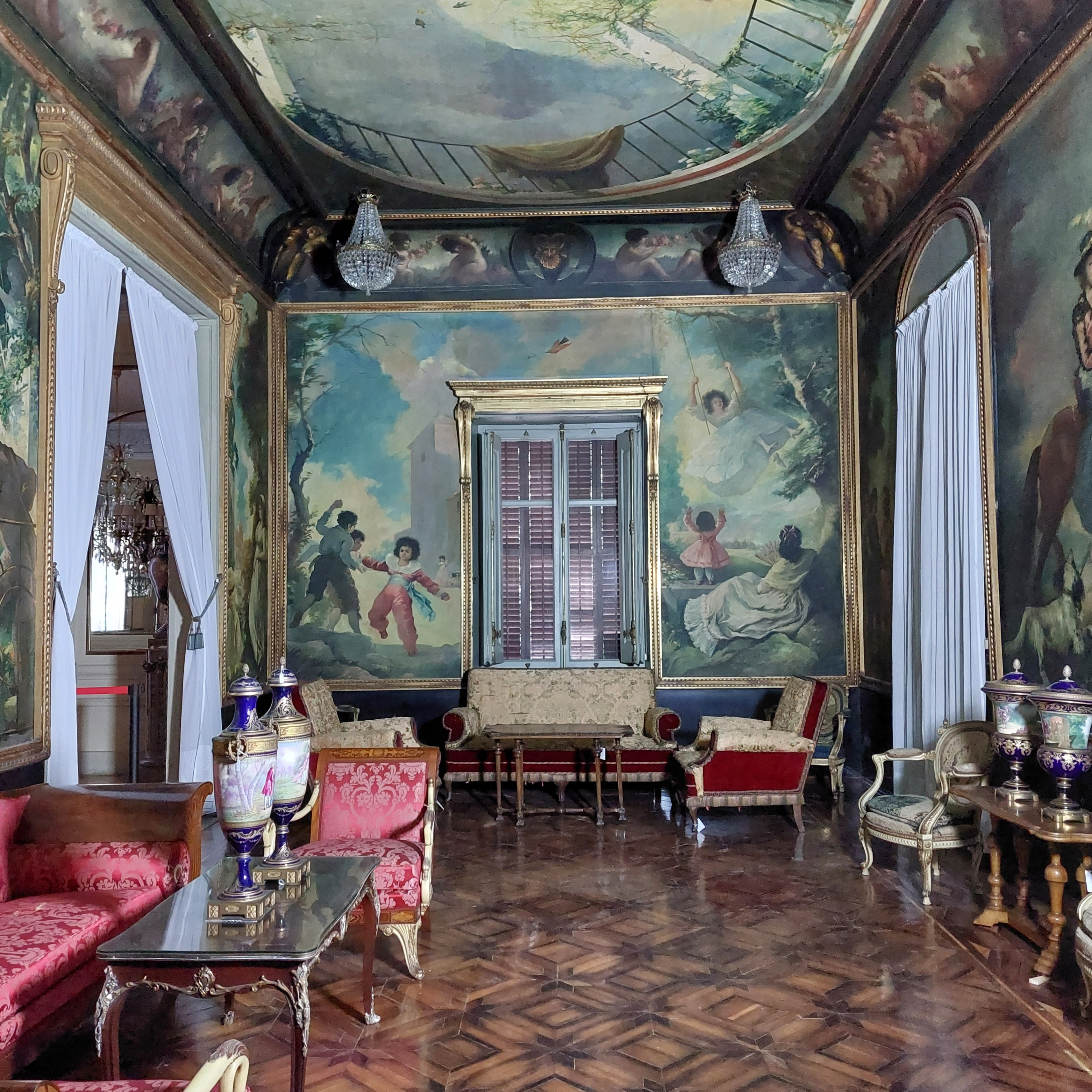
Saló Goya
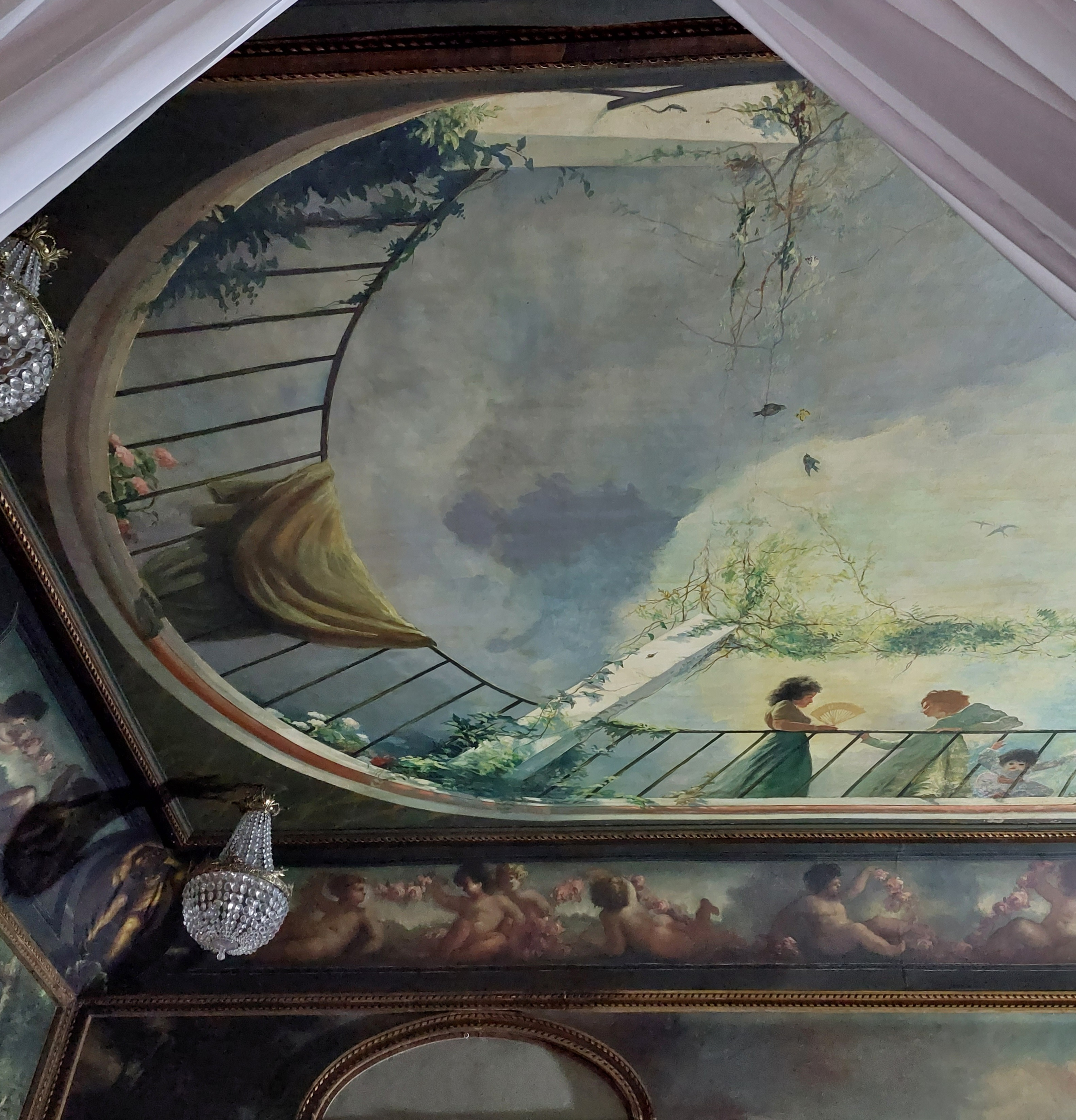
Sostre del saló
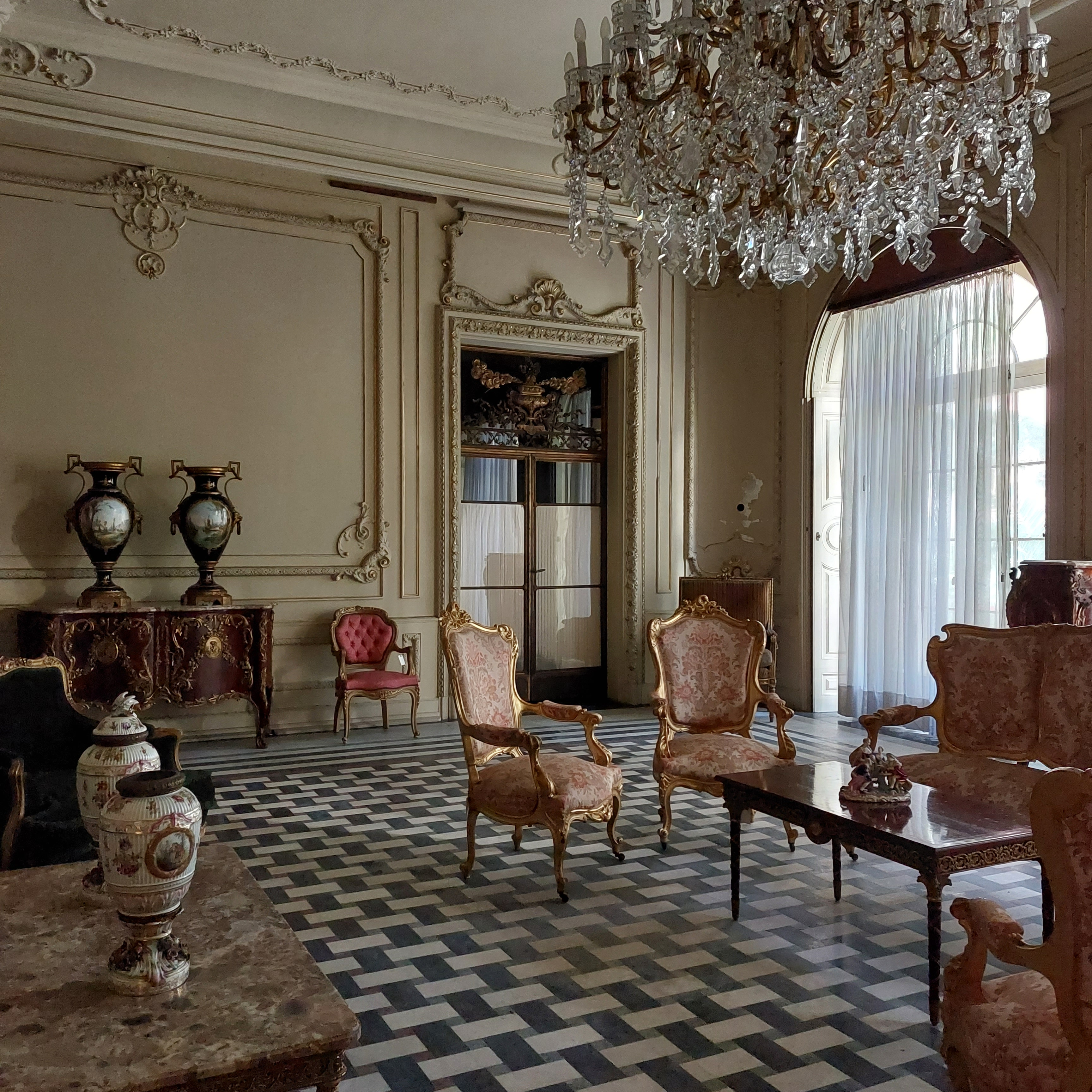
Sala de ball
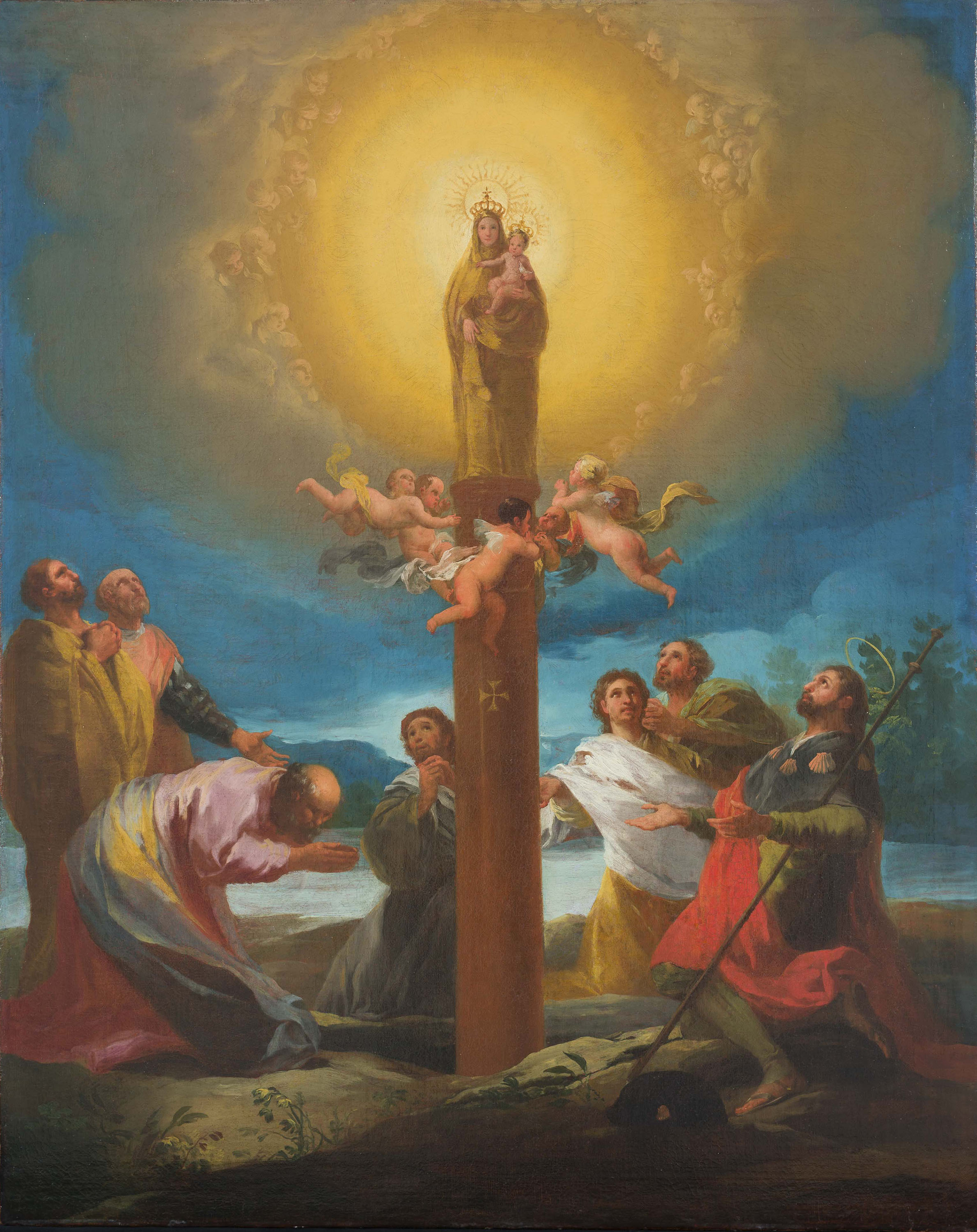
L'Aparició de la Mare de Déu del Pilar (Goya)
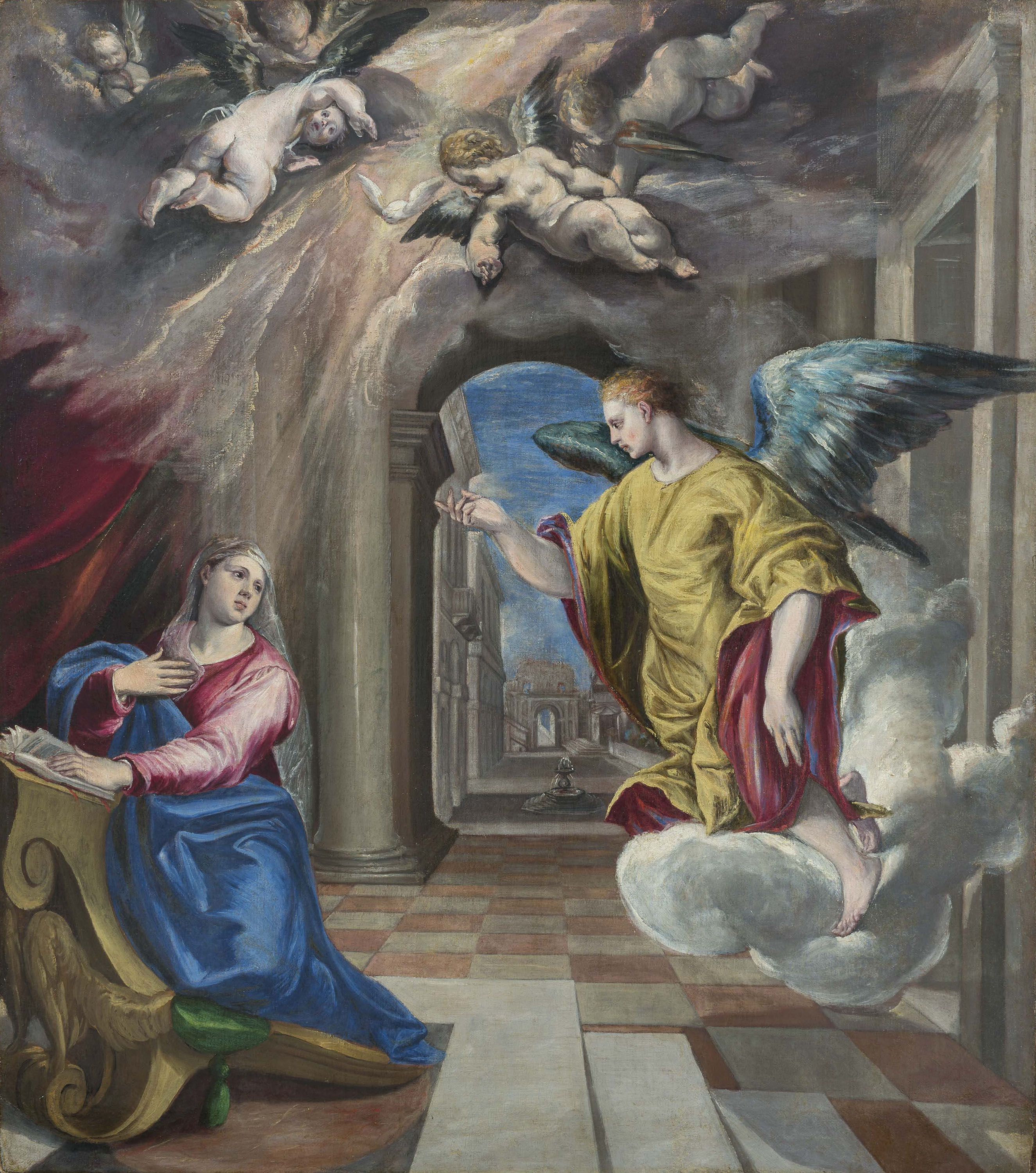
L'Anunciació (El Greco)

## Filmografia
- Barcelona, abans que el temps ho esborri, de Mireia Ros (2011). Apareix esmentat al documental.